# Eumerus obscurus
Eumerus obscurus är en tvåvingeart som beskrevs av Hull 1964. Eumerus obscurus ingår i släktet månblomflugor, och familjen blomflugor. Inga underarter finns listade i Catalogue of Life.